# Don Eusebio
Don Eusebio, también conocido como Eusebio de la Santa Federación, fue uno de los bufones de Juan Manuel de Rosas. Durante el período en que Rosas fue gobernador de la Provincia de Buenos Aires fue una figura pública que, entre otras funciones, cumplió un rol destacado para ridiculizar a los adversarios políticos del gobierno.

## Vida y trayectoria

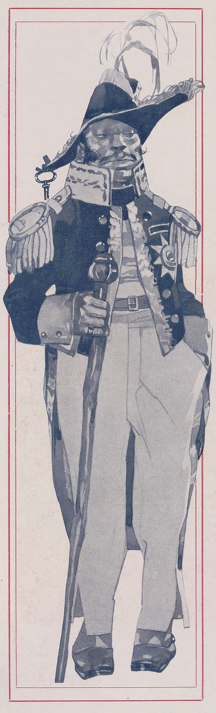
Caricatura en la revista Plus Ultra de abril de 1916.

En sus primeros años trabajó como peón en las quintas pertenecientes a la familia de Encarnación Ezcurra. Después del casamiento de esta con Rosas en 1813, pasó a formar parte del entorno íntimo de la pareja.
Era considerado mulato de acuerdo al sistema de división racial de aquella época. Tenía una cicatriz en el rostro y era descripto por sus contemporáneos como "enano" y "loco". A comienzos de 1833 formó parte de la tropa con la que Rosas llevó a cabo la Campaña al Desierto. Luego de la construcción del caserón de San Benito de Palermo, residencia particular de Rosas y Ezcurra y centro de decisiones del gobierno bonaerense, Don Eusebio vivió allí hasta el fin del gobierno de Rosas.
A partir de 1835 pasó a cumplir un rol destacado a la hora de ridiculizar a los unitarios y a otros adversarios políticos del gobierno federal. Rosas le otorgaba en broma títulos honoríficos y condecoraciones, y le permitía estar presente en reuniones oficiales. En presencia de Rosas, Don Eusebio solía burlarse de las personas que no caían en gracia al gobernador, quienes debían soportar las burlas para no ofender a este.
Los adversarios del gobierno asociaban a Don Eusebio y a otros bufones de Rosas con historias de perversión, torturas y crueldad. Afirmaban, entre otras cosas, que los bufones eran sometidos a crueldades físicas extremas para diversión del gobernador. La concepción de los bufones como personajes salvajes y demoníacos fue fuertemente difundida durante la época por los unitarios, quienes asociaron a la figura de Rosas un conjunto de elementos que contribuían a caracterizarlo como bárbaro y loco.
Si bien Don Eusebio no fue el único bufón de Rosas (también se encontraban el Padre Biguá, el Loco Bautista y el Negro Marcelino, entre otros), fue el más famoso entre ellos.
Después de la Batalla de Caseros en 1852, en la que Rosas fue derrotado, Eusebio perdió la posición privilegiada que tenía y se transformó en un mendigo. En sus últimos años fue llevado al Hospital General de Hombres de la ciudad, donde eran recluidos los "dementes". Murió allí en el año 1873.

## Don Eusebio en la literatura
En el libro autobiográfico de Guillermo Enrique Hudson Allá lejos y hace tiempo, Don Eusebio es retratado marchando por las calles de Buenos Aires, custodiado por doce soldados federales, ante la admiración y el temor de los espectadores.